# 汪聲和
汪聲和（1920年—1950年9月6日），河北省北平市人，中國共產黨員，北平第五中學、齊魯大學經濟系畢業，歐亞航空機械員、無線電技師，受陳甫子吸收加入中共，1949年赴台建立地下電台傳遞情報，1950年2月遭逮捕，1950年槍決於台北馬場町，1990年10月30日中華人民共和國正式追認汪聲和為革命烈士。

## 生平
汪聲和1920年生於河北省北平市，1939年北平第五中學畢業，由於受抗戰影響躲避戰亂自潮南前往昆明，考入歐亞航空公司，歐亞航空公司係1931年國民政府與德國漢莎航空公司合組織航空公司，汪聲和進入航空公司擔任機械員，根據《上海民用航空志》描述，當時陳甫子為中共潛伏於歐亞航空公司的地下黨員，由董必武發展的組織成員，1942年汪聲和在歐亞航空任職期間由陳甫子介紹加入中國共產黨，成為單線聯繫的黨員，陳甫子在歐亞航空擔任報務員，負責為中共及第三國際收集情報，1942年8月汪聲和由歐亞航空公司派往蘭州擔任無線電技師，1943年成為歐亞航空成都站無線電技師，為了發展組織，汪聲和於1943年考入齊魯大學，積極從事學生運動，推動學生自治擔任學生自治會主席，並成立朝明學術研究社共黨外圍組織，1946年抗戰結束，齊魯大學復校濟南，汪聲和轉華西壩的華西大學就讀，在學期間汪聲和熱衷戲劇，曾演出曹禺的《雷雨》、《日出》等作品，並於此時認識了成都藝術團演員裴俊，兩人相戀結婚。
1947年，汪聲和到上海任民航局電台台長，1949年中共占领上海前夕，汪聲和受中共指示赴台從事地下活動，汪聲和偕裴俊一同前往台灣，來台後汪聲和負責聯繫省政府新聞處秘書李朋，並建立電台傳送情報給蘇聯國家政治保安部，1949年5月汪聲和與蘇聯通訊時遭情治單位破獲，根據當時偵破的情治人員魏大銘回憶，『1950 年2月，他所轄的部門從電訊監察上查獲廈門街133巷附近有一電波很強的秘密電台。鎖定目標後他們以分區停電、查戶口、修理水電、防空演習等借口入室查看，並無所獲。最後魏大銘親自出馬，重點搜查其中一戶。從天花板、牆壁、地板逐一搜查竟無法察覺出半點疑竇，就在要放棄搜查之時，魏大銘突然發覺小客廳中一小圓桌的柱腳特別粗大，顯然有點可疑，當即下令打開，查獲強力收發報機。』，汪聲和與妻子裴俊，還有同案李朋及其女友廖鳳娥以叛亂罪遭判處死刑，1950年9月6日槍決於台北馬場町。
由於李朋與汪聲和活動期間曾透過孫立人將軍的秘書黃玨、黃正姊妹關係得以參觀鳳山及屏東等軍區，致使兩人遭到判刑十年，而此案李朋與汪聲和為蘇聯國家政治保安部蒐集情報，使犯案層級提升為國際問題，由此案引申出1952年的「控蘇案」。

## 紀念
汪聲和遭槍決的消息很快的見於香港報刊，由在上海公安部任職的二弟汪聲鳴帶給家人，但為了保密與不讓父母傷心，他們一直隱瞞汪聲和遇害的消息，透過陳甫子證明與組織關係，1990年10月30日中華人民共和國民政部正式追認汪聲和為革命烈士，並頒發革命烈士證明書。